# Conalia baudii
Conalia baudii là một loài bọ cánh cứng trong họ Mordellidae. Loài này được Mulsant & Rey miêu tả khoa học năm 1858.